# Карвахаль-Варгас, Хосе Мигель де
Хосе Мигель де Карвахаль Варгас и Манрике де Лара, 2-й герцог де Сан-Карлос (исп. José Miguel de Carvajal y Manrique; 8 мая 1771, Лима, Вице-королевство Перу — 17 июля 1828, Париж) — испанский аристократ, монархист, реакционер, 9-й граф дель Пуэрто, 7-й граф де Кастильехо, 2-й граф де ла Унион, государственный деятель, государственный секретарь Испании во время правления короля Фердинанда VII (Премьер-министр Испании (4 мая 1814 — 15 ноября 1814), дипломат.

## Биография
Сын военачальника Луиса Фирмина де Карвахаля (1752—1794), погибшего в бою против революционной Франции в должности главнокомандующего испанской армией. 
Король Карл IV назначил его опекуном своего преемника, принца Астурийского, будущего Фердинанда VII. В 1805—1807 годах исполнял обязанности главного мажордома королевского дворца (mayordomo mayor).
Завоевал доверие и дружбу принца Астурийского и сыграл видную роль во время беспорядков в Аранхуэсе в 1808 году, во время которых был свергнут государственный секретарь Мануэль Годой, личный враг принца. Сопровождал Фердинанда VII во время его пребывания в замке Валансе, где с 1808 по 1813 год находился вместе с ним под домашним арестом по приказу Наполеона.
После восшествия на престол Фердинанда VII и восстановления абсолютной монархии, был награждён королём за верность и преданную службу. Стал генерал-лейтенантом. В 1814 году назначен первым государственным секретарём, но в том же году король лишил его должности под предлогом глубокой политической близорукости Карвахаля. Взамен этого он был делегирован на Венский конгресс.
В 1814—1816 годах был директором Банка Испании. Член Королевской академии испанского языка.
Занимал должности посла Испании в Париже, Лондоне и Лиссабоне.
После Испанской революции (1820), будучи членом Государственного совета, активно защищал идею абсолютизма .

## Семья
1-я жена: Мария дель Росарио де Сильва и Фернандес Миранда
2-я жена: Мария Эулалия де Керальт и де Сильва, дочь графа де Санта-Колома и графини де Сифуэнтес.
Ему наследовал его сын от второго брака
- Хосе Фернандо де Карвахаль и Керальт, 3-й герцог де Сан-Карлос (31 марта 1808, Альфаро — 1 марта 1872, Мадрид).

## Награды
Королевства Испания:
- Орден Золотого руна
- Большой Крест ордена Карла III
- Большой крест ордена Изабеллы Католической
- Большой Крест ордена Святого Херменегильдо
- Командор рыцарского ордена Алькантара

Российской империи:
- Орден Святого Александра Невского (15 июля 1826)
- Орден Святого апостола Андрея Первозванного (15 июля 1826)

Прочих государств:
- Орден Святого Духа (королевство Франция)
- Орден Святого Михаила (королевство Франция)
- Орден Лилии (королевство Франция)
- Орден Святого Януария (королевство обеих Сицилий)
- Орден Святого Фердинанда и заслуг (королевство обеих Сицилий)
- Орден Чёрного орла (10 декабря 1814, королевство Пруссия)[2]
- Орден Красного орла (10 декабря 1814, как кавалер ордена Чёрного орла королевство Пруссия)
- Королевский венгерский орден Святого Стефана (королевство Венгрия)
- Королевский Гвельфский орден (королевство Ганновер)